# Martin J. Chávez
Martin J. Chávez (Albuquerque, Novo México, 2 de Março de 1952) é um político dos Estados Unidos da América, actualmente (2008) mayor de Albuquerque. Entre 1989 e 1993 serviu no Senado do Novo México e foi eleito para o seu primeiro cargo de mayor em 1993. Chávez saiu do cargo em 1997 para concorrer a governador do Novo México apoiado pelo Partido Democrata mas perdeu para o antigo governador Gary E. Johnson. Depois Chávez venceu o mayor Jim Baca em 2001 para um novo mandato como mayor. Em 2005, Chávez foi eleito para um terceiro mandato.
É considerado politicamente muito próximo do governador do estado, Bill Richardson.